# コミックブレイドGUNZ
『コミックブレイドGUNZ』（コミックブレイドガンズ）は、マッグガーデンの漫画雑誌。2003年11月創刊。GUNZGIRL2004などのフルカラーカレンダーや、「tacics」のドラマCDなど、いろいろな付録がついていたのが特徴。2004年6月、コミックブレイドMASAMUNEに統合され廃刊となった。

## 連載漫画
- tactics（木下さくら）
- ハルカゼBITTER☆BOP（別天荒人）
- COCOON（竹下堅次朗）
- ワルキューレの降誕（冨士宏）
- 戦鬼士 The Pile Banger（かみや草月）
- うりポッ（有馬啓太郎）
- 龍屠玩偶（ロントウワンオウ）（吉川博尉）
- 十字砲華 Cross Fire（小川雅史）
- スターゲイザー（木下さくら）
- SPICA!（森田柚花）
- 部活動（西田理英）
- NIPPON TRIBUNE TRANSACTION（高橋慶太郎）